# Église Saint-Georges de Camboulas
L'église Saint-Georges de Camboulas est une église située en France sur la commune de Pont-de-Salars, dans le département de l'Aveyron en région Occitanie,.

## Description
L'église Saint-Georges de Camboulas est une église romane du XIIe siècle qui présente un clocher à arcades fortifié et domine les gorges de la vallée du Viaur. Par ailleurs, au-dessus du portail se trouve un fragment de tympan représentant le Christ-Juge, et qui pourrait provenir de l'ancienne cathédrale de Rodez.
À proximité se trouve par ailleurs un oratoire datant du XVIe siècle.

## Localisation
L'église est située sur la commune de Pont-de-Salars, dans le département français de l'Aveyron.

## Historique
À l'origine un prieuré construit par les moines de l'abbaye Saint Victor de Marseille en 1060. 
Le tympan : selon une hypothèse très vraisemblable, le tympan de Saint Georges proviendrait du portail de l'ancienne cathédrale de Rodez qui s'est écroulée dans la nuit du 16 au 17 février 1276 (le chanoine ouvrier chargé de la reconstruction faisait partie de la communauté de Saint-Georges), ainsi sauvé d'une ruine totale. La ressemblance avec le Christ de Conques est frappante même si ici le style paraît plus archaïque. Cet ensemble sculpté serait en effet l'un des plus anciens jugements derniers monumentaux. À proximité, autour de l'édifice, on peut voir des sarcophages creusés dans la roche (VIe et Xe siècles). À proximité, un oratoire construit en 1545 par Étienne Bessière, maçon de Rodez, et dont les piliers s'ornent des armes de Raymond Fredaud (des freins de cheval), chanoine ouvrier de la cathédrale de Rodez.

### Légende
Saint Georges (évêque de Lodève, originaire de Rodez, moine à Conques puis à Vabres), poursuivi par les Sarrasins, ordonna à son cheval de sauter la profonde vallée du Viaur afin de fuir ses poursuivants. Les sabots de sa monture laissèrent leurs empreintes sur le rocher se trouvant sous l'église de Saint-Georges. Au XIIe siècle, les chrétiens firent bâtir un prieuré tout près de l'endroit où le miracle s'est produit. Cet édifice chrétien au clocher fortifié fut sans doute comme souvent construit sur un ancien lieu, rocheux, de culte ancien.